# Hydropus funebris
Hydropus funebris är en svampart som först beskrevs av Speg., och fick sitt nu gällande namn av Rolf Singer 1967. Hydropus funebris ingår i släktet Hydropus och familjen Marasmiaceae.   Inga underarter finns listade i Catalogue of Life.